# Вулиця Воїнів-афганців (Бровари)
Ву́лиця Во́їнів-афганців — вулиця у місті Бровари Київської області.

## Опис
Вулиця має протяжність 930 метрів. Забудова — переважно приватна садибна, особливо в кінці вулиці.

## Розміщення
Вулиця Воїнів-афганців розміщена у двох місцевостях. Починається у Промвузлі від вулиці Металургів, закінчується на Масиві переходом у вулицю Глинки на перетині з вулицею Декабристів. Вулицю Воїнів-афганців перетинає вулиця Симона Петлюри, а також примикають провулок Тракторний та вулиці Чайковського, Старченка, Софронія Костири та Кармелюка.

## Об'єкти
В кінці вулиці з парного боку розташована церква «Воскресіння».

## Історія
До 1989 року вулиця мала назву Жданова — на честь радянського партійного діяча Андрія Жданова. 21 лютого 1989 року отримала назву Воїнів-інернаціоналістів — на честь військових контингентів соціалістичних країн, так званих «воїнів-інтернаціоналістів». Сучасна назва — вулиця Воїнів-афганців — з 25 грудня 2015 року — на честь вояків Радянської армії, що воювали в Афганістані.

## Громадський транспорт
По вулиці Черняховського, зокрема на перетині з вулицею Воїнів-афганців, проходять маршрути броварського маршрутного таксі: № 332, 404, 3, 10. Також маршрутне таксі:№ 403 через Мостобудівельну компанію ТОВ «Мостобудівельний загін № 112»